# San Jerónimo (Guatemala)
San Jerónimo è un comune del Guatemala facente parte del dipartimento di Baja Verapaz.
L'abitato venne fondato subito dopo la colonizzazione spagnola dai missionari domenicani Luis de Cáncer, Bartolomé de las Casas, Luis de Ladrada e Pedro Angulo.